# Pachydema ariasi
Pachydema ariasi är en skalbaggsart som beskrevs av Escalera 1914. Pachydema ariasi ingår i släktet Pachydema och familjen Melolonthidae. Inga underarter finns listade i Catalogue of Life.